# Прилужне (Хмельницький район)
Прилу́жне — село в Україні, у Летичівській селищній територіальній громаді Хмельницького району Хмельницької області. Населення становить 226 осіб.

## Історія
Згадки про село датуються 1454 роком
7 (20) листопада 1917 року, відповідно до Третього Універсалу Української Центральної Ради, увійшло до складу Української Народної Республіки.
Колишній орган місцевого самоврядування — Голенищівська сільська рада.
12 червня 2020 року, відповідно до розпорядження Кабінету Міністрів України № 727-р «Про визначення адміністративних центрів та затвердження територій територіальних громад Хмельницької області», увійшло до складу Летичівської селищної територіальної громади.
19 липня 2020 року, в результаті адміністративно-територіальної реформи та ліквідації Летичівського району, село увійшло до складу новоутвореного Хмельницького району.

## Видатні уродженці
1886-го року у Прилужному (тоді с. Мордин Війтівецької волості Летичівського повіту Подільської губернії) народився Семен Васильович Харченко-Харчук, повстанський отаман Хмара, військовий діяч, активний учасник антибільшовицького повстанського руху в Україні, громадський діяч, вчитель,

## Галерея

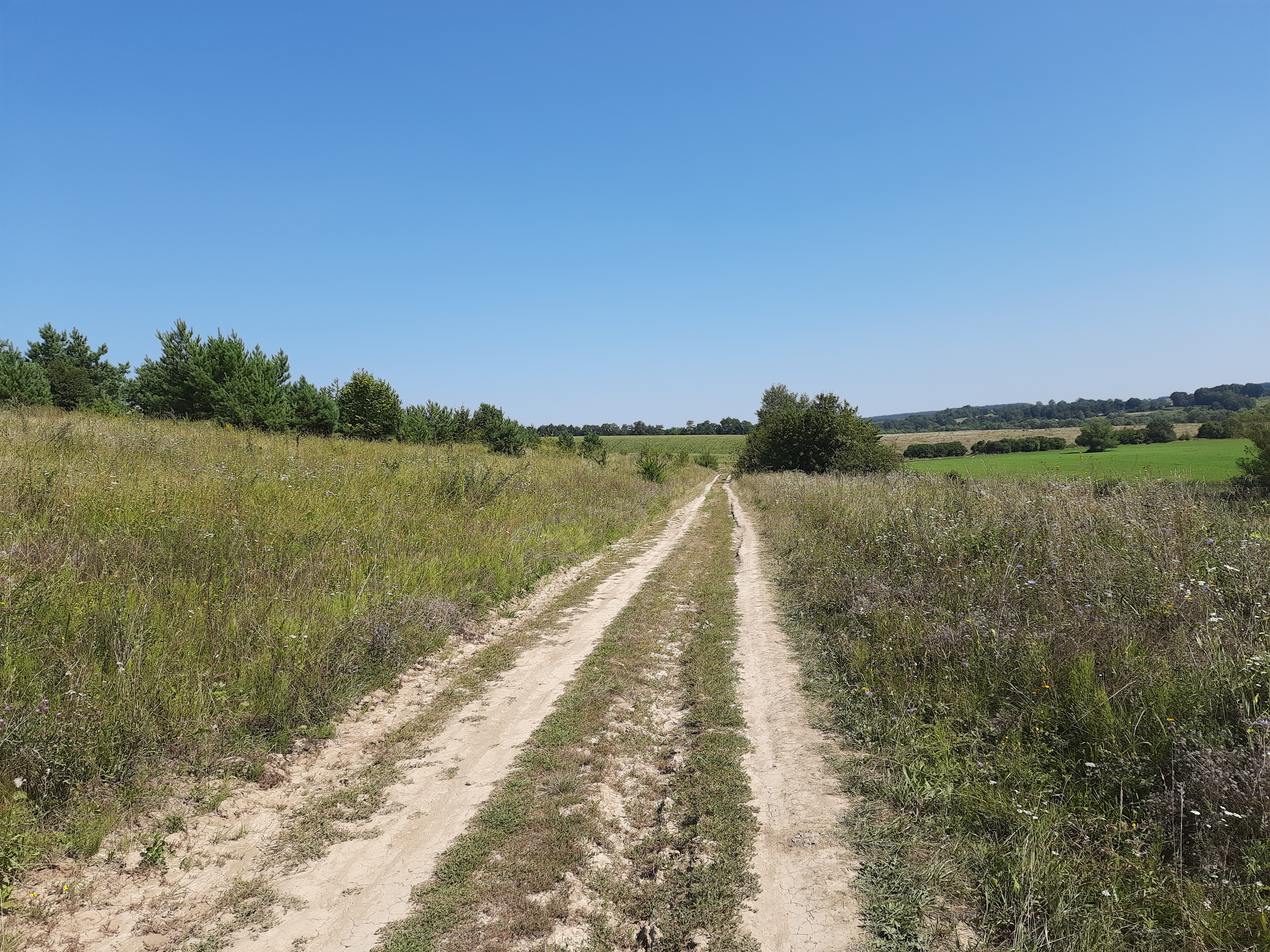
Польова дорога в село
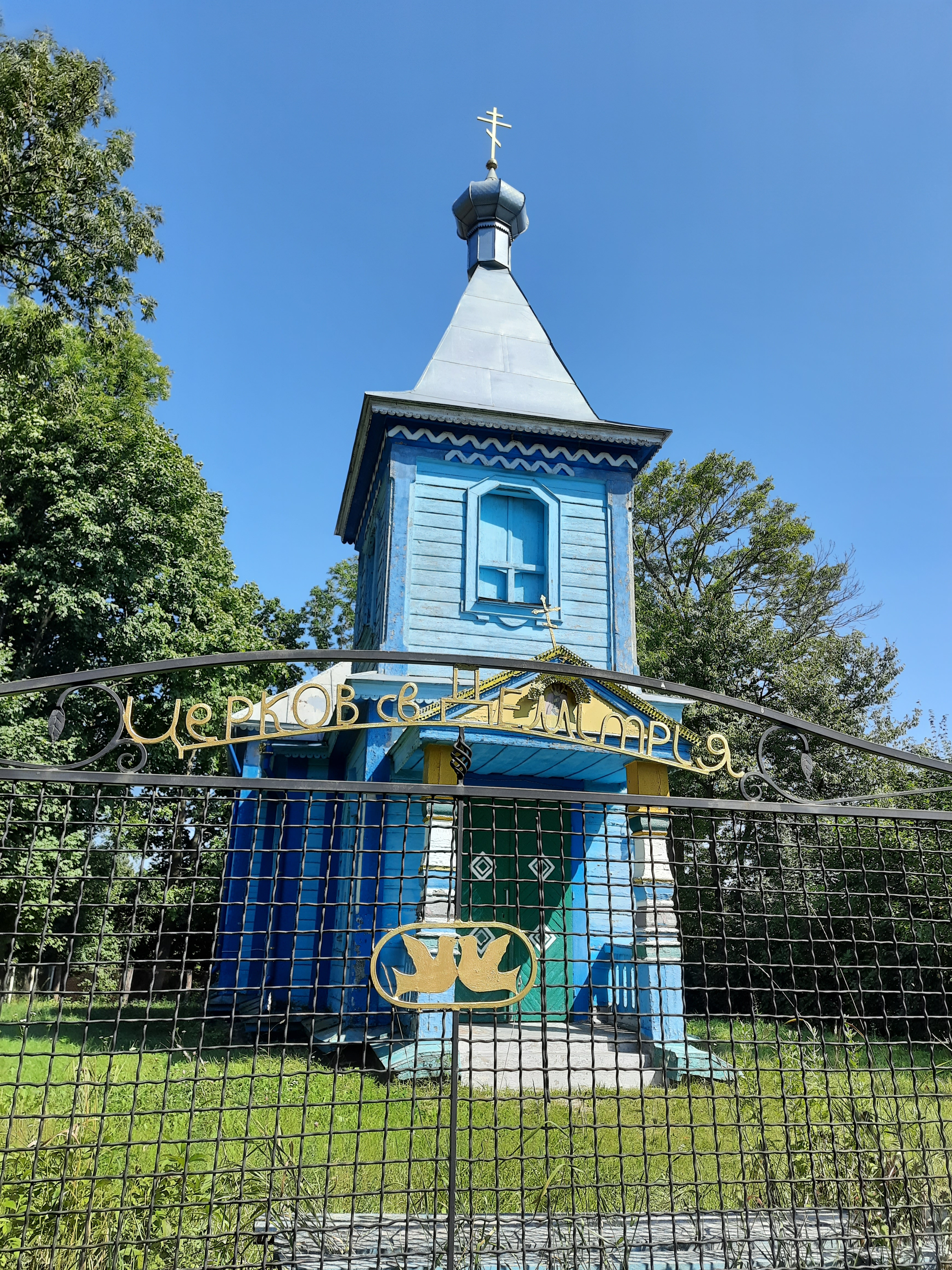
Церква Святого Дмитрія
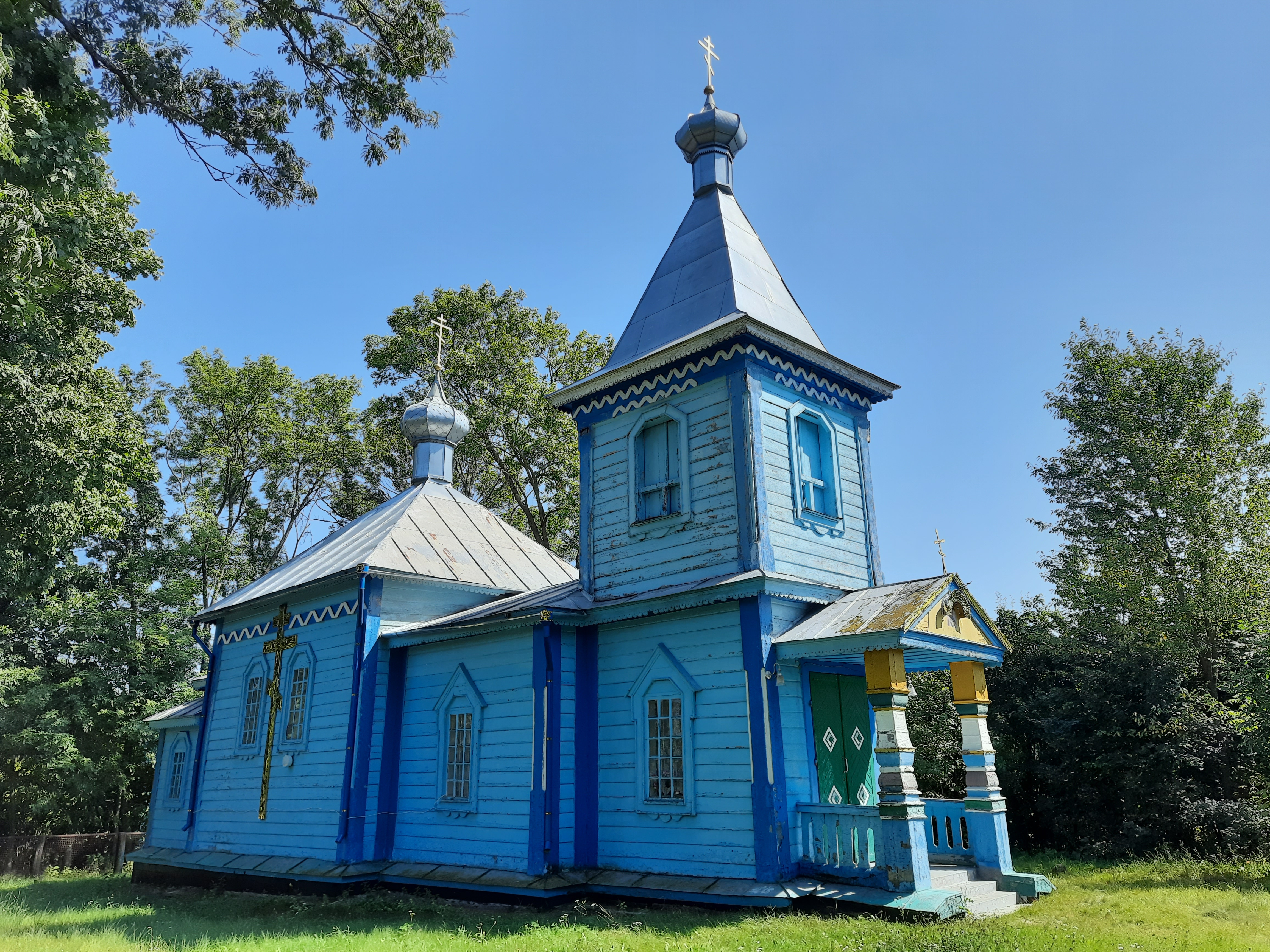
Церква Святого Дмитрія Солунського
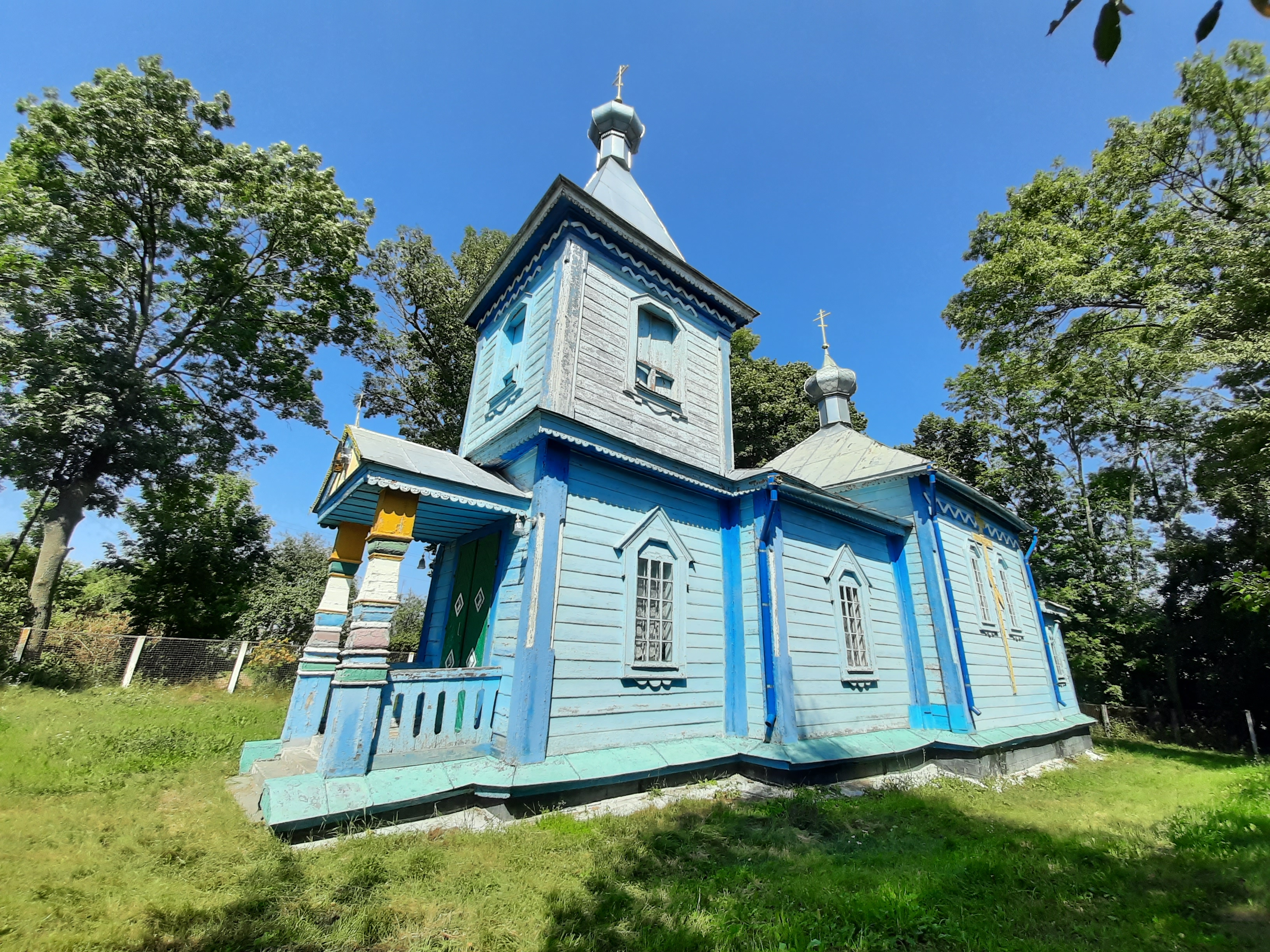
Церква Святого Дмитрія Солунського